# Francisco Javier Errázuriz Ossa
Francisco Javier Errázuriz Ossa (Santiago de Chile, 5. rujna 1933.) čileanski je prelat Katoličke crkve koji je služio kao nadbiskup Santiaga od 1998. do 2010. godine.
Dana 13. travnja 2013. papa Franjo imenovao ga je u Vijeće kardinala savjetnika da ga savjetuje i prouči plan za reviziju Apostolske konstitucije o Rimskoj kuriji, Pastor Bonus.